# Pierre Messmer
Pierre Messmer (Vincennes, 20 de Março de 1916 — Paris, 29 de Agosto de 2007) foi um político francês. Ocupou o cargo de primeiro-ministro da França entre 6 de Julho de 1972 a 27 de Maio de 1974.

## Início de carreira
Pierre Joseph Auguste Messmer nasceu em Vincennes em 1916. Formou-se em 1936 na escola de línguas ENLOV e no ano seguinte na Ecole nationale de la France d'outre-mer (Escola Nacional da França Ultramarina) Ele então se tornou um funcionário público sênior na administração colonial e se tornou Doutor em Direito em 1939. Na eclosão da Segunda Guerra Mundial, ele foi subtenente do 12º regimento de tirailleurs senegaleses e recusou a capitulação da França após o derrota. Ele então sequestrou em Marselha um navio cargueiro italiano (o Capo Olmo), junto com seu amigo Jean Simon (um futuro general francês), navegou primeiro para Gibraltar, depois para Londres e se engajou nas Forças Francesas Livres como membro da 13ª Demi-Brigada da Legião Estrangeira Francesa. Messmer então participou da campanha na Eritreia, na Síria, na Líbia, participando da Batalha de Bir Hakeim, e na campanha da Tunísia. Ele também lutou na Batalha de El Alamein no Egito. Ele se juntou ao General Marie-Pierre Kœnig em Londres e participou dos desembarques na Normandia em agosto de 1944 e da Libertação de Paris.
Nomeado Compagnon de la Libération em 1941, recebeu a Croix de guerre (Cruz de Guerra) com seis citações após a Libertação, bem como a medalha da Resistência.

## Após a Segunda Guerra Mundial
Após a Segunda Guerra Mundial, voltou às colônias e foi prisioneiro de guerra do Vietminh, durante dois meses em 1945, após a eclosão da Primeira Guerra da Indochina. Ele foi nomeado secretário-geral do comitê interministerial para a Indochina no ano seguinte e chefe de gabinete do alto comissário da República.

### Administrador colonial na África
Messmer começou seu serviço de alto nível na África como governador da Mauritânia de 1952 a 1954 e, em seguida, serviu como governador da Costa do Marfim de 1954 a 1956.
Em 1956, ele retornou brevemente a Paris na equipe de Gaston Defferre, Ministro dos Territórios Ultramarinos que promulgou a Lei Defferre concedendo aos territórios coloniais autonomia interna, um primeiro passo para a independência.
Ainda em 1956, Messmer foi nomeado governador-geral de Camarões, onde uma guerra havia começado no ano anterior após a proscrição do movimento pró-independência União dos Povos dos Camarões (UPC) em julho de 1955. Ele iniciou um processo de descolonização e importou métodos de guerra contrarrevolucionária teorizados na Indochina e implementados durante a Guerra da Argélia (1954-1962). Visitando de Gaulle em Paris, a ele foi implicitamente concedida permissão para sua mudança de políticas em Camarões, que trocou a repressão por negociações com a UPC. Uma "Zona de Pacificação" - a ZOPAC (Zonas de Pacificação dos Camarões) foi criada em 9 de dezembro de 1957, abrangendo 7 000 km quadrados controlados por sete regimentos de infantaria. Além disso, um aparelho de inteligência civil-militar foi criado, combinando pessoal colonial e local, assistido por uma milícia civil. A guerra popular estilo Mao Zedong foi revertida, em uma tentativa de separar a população civil da guerrilha. Com este objetivo, a população local foi cercada em aldeias vigiadas localizadas nas estradas principais, controladas pelo exército francês.
Messmer serviu como alto comissário da África Equatorial Francesa de janeiro de 1958 a julho de 1958 e como alto comissário da África Ocidental Francesa de 1958 a 1959.

### Ministro dos Exércitos (1959-1969)
De 1959 a 1969, sob a presidência de Charles de Gaulle e no tumulto da Guerra da Argélia, ele foi Ministro dos Exércitos. Ele foi confrontado com o golpe dos generais de 1961, reorganizou o Exército e o adaptou à era nuclear.
Messmer deu permissão a ex-veteranos da Guerra da Argélia para lutar em Katanga contra as forças de paz recém-independentes do Congo e das Nações Unidas. Ele confidenciou a Roger Trinquier que a ambição de De Gaulle era substituir os belgas e controlar um Congo reunido de Élisabethville.
Juntamente com o Ministro da Pesquisa, Gaston Palewski, Messmer esteve presente no teste nuclear de Béryl, na Argélia, em 1 de maio de 1962, durante o qual ocorreu um acidente. Oficiais, soldados e trabalhadores argelinos escaparam como puderam, muitas vezes sem usar nenhuma proteção. Palewski morreu em 1984 de leucemia, que ele sempre atribuiu ao incidente com Beryl, enquanto Messmer sempre permaneceu calado sobre o caso.
De Gaulle disse de Messmer que, junto com Maurice Couve de Murville, ele era "um de seus dois braços.
Messmer tornou-se uma personalidade do Partido Gaullista e foi eleito deputado em 1968, representando o departamento de Moselle. Membro da ala conservadora do movimento gaullista, ele criticou o plano de "Nova Sociedade" do primeiro-ministro Jacques Chaban-Delmas e, assim, ganhou a confiança de Georges Pompidou, eleito presidente em 1969. Ele deixou o governo após a renúncia de de Gaulle e fundou a associação Présence du gaullisme (Presença do Gaullismo).

## Dos anos 1970 aos anos 2000
Ele ocupou cargos de gabinete novamente na década de 1970, servindo primeiro como Ministro de Estado encarregado dos Territórios Ultramarinos em 1971, depois como Primeiro-Ministro de julho de 1972 a maio de 1974.

### Gabinete de Messmer (julho de 1972 - maio de 1974)
Ele sucedeu nessa função a Jacques Chaban-Delmas, que havia adotado uma leitura parlamentar da Constituição, à qual Messmer se opôs em seu discurso de investidura. Messmer havia sido escolhido por Pompidou como fiador de sua fidelidade a de Gaulle, e seu gabinete incluía personalidades próximas a Pompidou, como Jacques Chirac, nomeado Ministro da Agricultura.
Devido à doença do presidente Georges Pompidou, ele lidou com a administração cotidiana do país e adotou uma postura conservadora contra as políticas anteriores de Chaban-Delmas. Daí em diante, ele interrompeu a liberalização da organização governamental de mídia ORTF, nomeando seu CEO Arthur Conte, um amigo pessoal de Pompidou.
Sob seu governo, a Union des Démocrates pour la République (UDR) maioria presidencial negociado com Valéry Giscard d'Estaing dos Republicanos Independentes uma aliança eleitoral, o que lhe permitiu ganhar as eleições de 1973, apesar da união de esquerda realizada com 1972 Comum Programa. O segundo gabinete de Messmer excluiu vários gaullistas, entre os quais Michel Debré, enquanto ele nomeou vários membros republicanos independentes, como Michel Poniatowski, próximo a Giscard, ele mesmo nomeado Ministro da Economia e Finanças. O Ministério da Informação também foi recriado e colocado sob a autoridade de um ultraconservador, Philippe Malaud. Em junho de 1974, ele iniciou a construção de 13 usinas nucleares para enfrentar a "choc pétrolier" (crise do petróleo).
Em 1974, quando Pompidou morreu, pessoas próximas a Messmer o encorajaram a concorrer à presidência. Aceitou na condição de Chaban-Delmas, Valéry Giscard d'Estaing e as retiradas de Edgar Faure. Faure aceitou, assim como Giscard, com a condição de que Chaban-Delmas também se retirasse. No entanto, Chaban-Delmas, apesar da campanha de Canard enchaîné contra ele, se manteve, levando Messmer a retirar sua candidatura. Finalmente, Valéry Giscard d'Estaing, um rival conservador dos gaullistas, foi eleito. Ele serviu como primeiro-ministro por mais algumas semanas após a morte de Pompidou, encerrando seu mandato após as eleições presidenciais. Jacques Chirac substituiu-o em 29 de maio de 1974. Após a eleição de Giscard, ele nunca realizou escritórios novamente ministeriais, e tornou-se uma das vozes históricas de Gaullismo.

### Carreira posterior e morte
Messmer permaneceu como membro do Parlamento pelo departamento de Mosela até 1988 e atuou como Presidente da Assembleia regional de Lorraine de 1968 a 1992. Foi prefeito da cidade de Sarrebourg de 1971 a 1989. Messmer também foi presidente do Rally da República (RPR) grupo parlamentar durante a primeira coabitação (1986-1988), sob o governo de Jacques Chirac. Em 1997 ele testemunhou como testemunha durante o julgamento de Maurice Papon, acusado de crimes contra a humanidade cometidos sob o regime de Vichy, e declarou: "Chegou o tempo em que os franceses poderiam deixar de se odiar e começar a conceder perdão a si mesmos". Junto com alguns outros ex-resistentes, ele exigiu o perdão de Papon em 2001.
Ele morreu em 2007 aos 91 anos, apenas quatro dias depois de seu colega primeiro-ministro Raymond Barre. Ele foi o último grande político francês sobrevivente a ter sido membro das forças da França Livre.

## Carreira política
Funções governamentais
- Primeiro Ministro: 1972-1974
- Ministro de Estado, Ministro dos Departamentos e Territórios Ultramarinos: 1971-1972
- Ministro dos Exércitos: 1960-1969

Mandatos eleitorais
Assembleia Nacional
- Membro da Assembleia Nacional da França por Mosela: 1969–1971, 1974–1988

Conselho regional
- Presidente do Conselho Regional de Lorraine: 1978-1979
- Conselheiro regional de Lorraine: 1968–1992

Conselho geral
- Conselheiro geral de Mosela: 1970–1982

Conselho municipal
- Prefeito de Sarrebourg: 1971–1989
- Vereador municipal de Sarrebourg: 1971–1989

## Primeiro Ministério de Messmer, 5 de julho de 1972 - 2 de abril de 1973
- Pierre Messmer - Primeiro Ministro
- Maurice Schumann - Ministro das Relações Exteriores
- Michel Debré - Ministro da Defesa Nacional
- Raymond Marcelino - Ministro do Interior
- Valéry Giscard d'Estaing - Ministro da Economia e Finanças
- Jean Charbonnel - Ministro do Desenvolvimento Industrial e Científico
- Joseph Fontanet - Ministro da Educação Nacional, Trabalho, Emprego e População
- René Pleven - Ministro da Justiça
- André Bord - Ministro dos Veteranos
- Jacques Duhamel - Ministro dos Assuntos Culturais
- Jacques Chirac - Ministro da Agricultura e Desenvolvimento Rural
- Olivier Guichard - Ministro da Habitação, Turismo, Equipamentos e Planejamento Regional
- Robert Galley - Ministro dos Transportes
- Jean Foyer - Ministro da Saúde Pública
- Hubert Germain - Ministro dos Correios e Telecomunicações
- Yvon Bourges - Ministro do Comércio
- Roger Frey - Ministro das Reformas Administrativas
- Edgar Faure - Ministro dos Assuntos Sociais

Alterações
- 15 de março de 1973 - André Bettencourt sucede Schumann como Ministro interino dos Negócios Estrangeiros.
- 16 de março de 1973 - Pierre Messmer sucede Pleven como Ministro da Justiça interino.

## Segundo Ministério de Messmer, 6 de abril de 1973 - 1 de março de 1974
- Pierre Messmer - Primeiro Ministro
- Michel Jobert - Ministro das Relações Exteriores
- Robert Galley - Ministro dos Exércitos
- Raymond Marcelino - Ministro do Interior
- Valéry Giscard d'Estaing - Ministro da Economia e Finanças
- Jean Charbonnel - Ministro do Desenvolvimento Industrial e Científico
- Georges Gorse - Ministro do Trabalho, Emprego e População
- Jean Taittinger - Ministro da Justiça
- Joseph Fontanet - Ministro da Educação Nacional
- André Bord - Ministro dos Veteranos e Vítimas da Guerra
- Maurice Druon - Ministro dos Assuntos Culturais
- Jacques Chirac - Ministro da Agricultura e Desenvolvimento Rural
- Robert Poujade - Ministro da Proteção Natural e Meio Ambiente
- Bernard Stasi - Ministro dos Departamentos e Territórios Ultramarinos
- Olivier Guichard - Ministro da Habitação, Turismo, Planejamento Regional e Equipamentos
- Yves Guéna - Ministro dos Transportes
- Joseph Comiti - Ministro das Relações com o Parlamento
- Michel Poniatowski - Ministro da Saúde Pública
- Hubert Germain - Ministro dos Correios e Telecomunicações
- Philippe Malaud - Ministro da Informação
- Jean Royer - Ministro do Comércio e Indústria Artesanal
- Alain Peyrefitte - Ministro das Reformas Administrativas

Alterações
- 23 de outubro de 1973 - Philippe Malaud torna-se Ministro da Função Pública. Jean-Philippe Lecat sucede Malaud como Ministro da Informação.

## Terceiro Ministério de Messmer, 1 de março - 28 de maio de 1974
- Pierre Messmer - Primeiro Ministro
- Michel Jobert - Ministro das Relações Exteriores
- Robert Galley - Ministro dos Exércitos
- Jacques Chirac - Ministro do Interior
- Valéry Giscard d'Estaing - Ministro da Economia e Finanças
- Yves Guéna - Ministro da Indústria, Comércio e Artesanato
- Georges Gorse - Ministro do Trabalho, Emprego e População
- Jean Taittinger - Ministro da Justiça
- Joseph Fontanet - Ministro da Educação Nacional
- Alain Peyrefitte - Ministro da Cultura e Meio Ambiente
- Raymond Marcelino - Ministro da Agricultura e Desenvolvimento Rural
- Olivier Guichard - Ministro do Planejamento Regional e Equipamentos
- Hubert Germain - Ministro das Relações com o Parlamento
- Michel Poniatowski - Ministro da Saúde Pública
- Jean Royer - Ministro dos Correios e Telecomunicações
- Jean-Philippe Lecat - Ministro da Informação

Alterações
- 11 de abril de 1974 - Hubert Germain sucede a Royer como Ministro interino dos Correios e Telecomunicações.